# Michael Dillon
Laurence Michael Dillon (1 de maio de 1915 – 15 de maio de 1962) foi um médico e autor britânico. Ele escreveu um livro em 1946 sobre transexualidade e nessa época ele se tornou o primeiro homem trans a se submeter à cirurgia de topo FTM (isto é, mastectomia com masculinização do tórax) e à faloplastia (a construção cirúrgica de um pênis). Ele também foi um dos primeiros usuários da terapia com testosterona para sua transição de gênero e conseguiu alterar legalmente sua certidão de nascimento.
Sua transição tornou-se objeto de atenção pública quando afetou sua listagem como herdeiro presuntivo do baronete Dillon de Lismullen, na Irlanda. Ele também realizou uma operação no primeiro caso de uma mulher trans britânica a receber uma cirurgia de redesignação sexual de homem para mulher. Mais tarde mudou-se para a Índia e tornou-se devoto do budismo, mudando seu nome para Lobzang Sramanera e depois para Lobzang Jivaka. Ele escreveu quatro livros relacionados ao Budismo que foram publicados em 1960-1962. Ele também escreveu uma autobiografia que permaneceu inédita até 2016.

## Início da vida e transição
Dillon foi o segundo filho de Robert Arthur Dillon (1865–1925), herdeiro do título de baronete de Lismullen na Irlanda, e de sua esposa australiana, Laura Maud McCliver, nascida Reese. A mãe de Dillon morreu de sepse dez dias após o parto. Dillon, designado mulher ao nascer e com o nome de sua mãe, Laura Maude Dillon, foi criado com o irmão mais velho Bobby por suas duas tias em Folkestone, em Kent, Inglaterra. Ele cresceu na Igreja da Inglaterra.
Dillon foi educado na Brampton Down School, depois no St Anne's College, em Oxford, uma faculdade para mulheres. Dillon foi presidente do Women's Boat Club da Universidade de Oxford e ganhou um azul pelo remo, competindo na Women's Boat Race em 1935 e 1936. Depois de se formar, ele conseguiu um emprego em um laboratório de pesquisa em Bristol.
Dillon se sentia mais confortável com roupas masculinas e mais autoconfiante vivendo como homem. Em 1939, ele procurou tratamento com George Foss, que estava fazendo experiências com testosterona para tratar sangramento menstrual excessivo; na época, os efeitos masculinizantes do hormônio eram pouco compreendidos. Foss forneceu pílulas de testosterona a Dillon, mas insistiu que Dillon consultasse primeiro um psiquiatra, e o psiquiatra que ele consultou fofocou sobre o desejo de Dillon de expressar uma identidade de gênero masculina, resultando na história se tornando amplamente conhecida. Dillon fugiu para Bristol e conseguiu um emprego em uma oficina. Os hormônios logo possibilitaram que ele se passasse por homem e, eventualmente, o gerente da garagem insistiu que outros funcionários se referissem a Dillon como "ele" para evitar confundir os clientes. Dillon foi promovido a motorista de veículo de recuperação e também como vigilante de incêndio durante a Blitz.
Dillon sofria de hipoglicemia, e machucou duas vezes a cabeça em quedas quando desmaiou por causa de níveis baixos de açúcar no sangue. Enquanto estava na Bristol Royal Infirmary, se recuperando do segundo desses ataques, ele chamou a atenção de um dos poucos praticantes de cirurgia plástica do mundo. O cirurgião realizou uma mastectomia dupla, forneceu a Dillon um atestado médico que lhe permitiu alterar sua certidão de nascimento e o colocou em contato com o pioneiro cirurgião plástico Harold Gillies. Ele se tornou oficialmente Laurence Michael Dillon em 1944, quando a certidão de nascimento foi alterada; isso significava que ele agora era o herdeiro presuntivo do título de baronete. Dillon era uma das poucas pessoas trans capazes de mudar legalmente sua identidade naquela época; em 1970 o casamento de April Ashley, uma mulher trans, foi declarado nulo no processo judicial Corbett v Corbett, e daí em diante as mudanças de sexo não seriam legalmente reconhecidas no Reino Unido até uma alteração de 1999 da Lei de Discriminação Sexual de 1975, e não na ausência de supervisão médica até a Lei da Igualdade de 2010.
Gillies já havia reconstruído pênis de soldados feridos e realizado cirurgias em pessoas intersexuais com genitália ambígua. Ele estava disposto a realizar uma faloplastia, mas não imediatamente; o fluxo constante de soldados feridos da Segunda Guerra Mundial já o mantinha na sala de cirurgia 24 horas por dia. Em 1945, Dillon matriculou-se na Faculdade de Medicina do Trinity College Dublin sob seu novo nome civil, Laurence Michael Dillon. Um ex-tutor de Dillon convenceu o registrador de Oxford a alterar os registros para mostrar que ele havia se formado na Brasenose, exclusivamente masculina, em vez da faculdade feminina de St Anne's, para que seu histórico acadêmico não levantasse dúvidas. Mais uma vez ele se tornou um remador ilustre, desta vez pelo clube náutico masculino.
Gillies realizou pelo menos treze cirurgias em Dillon entre 1946 e 1949. Ele diagnosticou oficialmente Dillon com hipospádia aguda para esconder que estava realizando uma cirurgia de redesignação sexual. Dillon, ainda estudante de medicina na Trinity, culpou os ferimentos de guerra quando as infecções causaram uma claudicação temporária. No pouco tempo livre que tinha gostava de dançar, mas evitava estabelecer relações estreitas com mulheres, por medo de se expor e por acreditar que “não se deve enganar uma menina se não se pode dar-lhe filhos”. Ele cultivou deliberadamente uma reputação misógina para evitar tais ligações problemáticas.

## Selfe Roberta Cowell
Em 1946, Dillon publicou Self: A Study in Ethics and Endocrinology, um livro sobre o que hoje seria chamado de transexualidade, embora esse termo não fosse introduzido na língua inglesa até 1949, quando David Oliver Cauldwell introduziu a palavra diretamente com base em Magnus Hirschfeld. A cunhagem (em alemão) do termo Transsexualismus em 1923. Dillon descreveu "invertidos masculinos" como nascidos com "a perspectiva mental e o temperamento do outro sexo", usando Stephen Gordon no romance de 1928 The Well of Loneliness como exemplo. Uma vez que esta forma de “inversão” foi considerada inata, como uma condição física oculta semelhante ao intersexo, Dillon disse que não poderia ser afetado pela psicanálise e deveria, em vez disso, ser tratado clinicamente. "Onde a mente não pode ser ajustada ao corpo", escreveu ele, "o corpo deve ser ajustado, pelo menos aproximadamente, à mente."
Self chamou a atenção de Roberta Cowell para ele, em quem ele realizaria uma operação para ajudá-la a se tornar a primeira mulher trans britânica a receber uma cirurgia de redesignação sexual de homem para mulher. Apesar da operação ser ilegal sob a lei britânica e de ele ainda não ser um médico licenciado, Dillon operou Cowell para realizar uma orquiectomia (remoção dos testículos). Dillon também desenvolveu um forte interesse romântico por Cowell, mas ela rejeitou seus avanços depois que ele realizou a operação. Dillon também apresentou Cowell a Gillies, que então realizou uma vaginoplastia para Cowell.

## Vida posterior
Dillon formou-se médico em 1951 e inicialmente trabalhou em um hospital de Dublin. Ele então passou seis anos no mar como cirurgião naval da P&O e da China Navigation Company.
Dillon não havia revelado sua própria história em Self, mas ela veio à tona em 1958 como resultado indireto de sua formação aristocrática. Debrett's Peerage, um guia genealógico, listou-o como herdeiro do título de baronete de seu irmão, enquanto seu concorrente Burke's Peerage mencionou apenas uma irmã, Laura Maude  [sic]. A discrepância foi notada enquanto Dillon servia em um navio cargueiro, e quando foi localizado pela imprensa na Filadélfia, ele disse que era um homem que nasceu com uma forma grave de hipospádia e havia sido submetido a uma série de operações para corrigir a condição. O editor do Debrett's disse à revista Time que Dillon era inquestionavelmente o próximo na fila para o título de baronete, dizendo: "Sempre fui da opinião de que uma pessoa tem todos os direitos e privilégios do sexo que é, em um determinado momento, reconhecido."
A indesejada atenção da imprensa levou Dillon a fugir para a Índia, onde passou um tempo com Sangharakshita (Dennis Lingwood) em Kalimpong, e com a comunidade budista em Saranate. Enquanto estava em Sarnath, Dillon decidiu buscar a ordenação e tornou-se Sramanera Jivaka (em homenagem ao médico do Buda). Porque Sangharakshita se recusou a permitir-lhe a ordenação completa, e devido a outras frustrações com a gestão de Triyana Vardhana Vihara por Sangharakshita, quando seu visto expirou. Jivaka voltou-se para o ramo tibetano do budismo. Ele foi para o Mosteiro de Rizong em Ladaque. Ele foi reordenado monge noviço da ordem Guelupa, assumindo o nome de Lobzang Jivaka, e passou seu tempo estudando o budismo e escrevendo. Apesar da barreira linguística, sentiu-se em casa ali, mas foi forçado a sair quando o seu visto expirou.
Escrevendo sob ambos os nomes budistas, Jivaka publicou Growing Up into Buddhism, uma cartilha sobre a prática budista para crianças e adolescentes britânicos, e A Critical Study of the Vinaya, que analisa as regras budistas para ordenação; ambos os livros foram publicados em 1960. Dois livros adicionais dele foram publicados em Londres em 1962: The Life of Milarepa, sobre um iogue tibetano do século XI, e Imji Getsul, um relato da vida em um mosteiro budista.
Sua saúde piorou, e ele morreu em um hospital em Dalhousie, Himachal Pradexe, Índia, em 15 de maio de 1962, aos 47 anos.
Após a morte de Dillon, seu irmão disse que queria queimar a autobiografia não publicada de Dillon mas o manuscrito foi salvo pelo agente literário de Dillon e publicado como Out of the Ordinary em 2016.

## Obras
- Self: A Study in Endocrinology and Ethics (1946), como Michael Dillon
- Poems of truth (1957), como Michael Dillon
- Growing Up into Buddhism (1960)
- A Critical Study of the Vinaya (1960)
- The Life of Milarepa (1962), como Lobzang Jivaka
- Imji Getsul: An English Buddhist in a Tibetan Monastery (1962), como Lobzang Jivaka
- Out of the Ordinary: A Life of Gender and Spiritual Transitions (1962; published 2016) como Michael Dillon / Lobzang Jivaka, Fordham University Press, ISBN 978-0823274802